# Pseudovertagus elegans
Pseudovertagus elegans is een slakkensoort uit de familie van de Cerithiidae. De wetenschappelijke naam van de soort is voor het eerst geldig gepubliceerd in 2006 door Bozzetti.